# Асоціація дослідників голодоморів в Україні
Національна асоціація дослідників Голодомору-геноциду українців (ГО "НАДГГУ") — всеукраїнська громадська науково-дослідницька 
культурно-просвітницька громадська організація. Заснована українським письменником Володимиром Маняком та його дружиною — журналісткою Лідією Коваленко-Маняк.

Сайт Національної асоціації дослідників Голодомору-геноциду українців https://genocide.in.ua/

## Історія
Заснована 27 червня 1992 на Установчому з'їзді у Києві як «Асоціація дослідників голодомору-геноциду в 1932—1933 роках в Україні». Від заснування Раду асоціації очолила Лідія Коваленко-Маняк. За її участі було створено 37 осередків в областях України, які об'єднали понад 700 осіб. Після її передчасної смерті у 1993 році II з'їзд у 1994 головою організації обрав відомого правозахисника Левка Лук'яненка (від 1996 до 1998 — почесний голова). З 1996 до травня 1998 Раду очолював доктор історичних наук Василь Марочко, після IV з'їзду (1998) — знову Левко Лук'яненко (переобрано і на V з'їзді, 2000). 6 вересня 2022 року під час з'їзду асоціації було обрано голову Олесю Стасюк, доктора історичних наук, заслуженого працівника культури України. Почесним головою обрано професора, д.і.н. Василя Марочка.

## Керівні органи
Керівний орган асоціації — з'їзд, у період між з'їздами — Рада. Голова обирається з'їздом.

## Мета і завдання
Метою створення й діяльності Асоціації є: дослідження, вивчення та збереження, збір доказів, щодо злочинів, вчинених комуністичним тоталітарним режимом проти української нації; всебічне сприяння духовному відродженню української нації; поширення серед громадськості України та світу правдивої інформації про геноциди, масові штучні голоди та наслідки для українців та Української держави.  

## Члени
Асоціація об'єднує науковців, письменників, журналістів, представників інших професій, громадян, які вивчають історію голодоморів в Україні, сприяють вшануванню пам'яті їхніх жертв.

## Діяльність
У багатьох містах і селах України активістами організації впорядковано цвинтарі, встановлено хрести, пам'ятні знаки на могилах жертв голодоморів. 10 вересня 1993 на Михайлівській площі Києва відкрито й освячено пам'ятний знак жертвам голодомору 1932—1933. Підготовлено та видано низку збірників архівних документів і матеріалів, свідчень людей, які пережили страхіття радянських голодоморів, проведено наукові конференції та інші заходи.